# Берёзовые
Берёзовые (лат. Betulaceae) — семейство растений порядка Букоцветные, по современной классификации APG IV на декабрь 2023 года включающее в себя 210 видов из шести родов. Наиболее известными являются роды Берёза, Ольха, Лещина и Граб.
В прошлом это семейство состояло только из двух родов, берёза (Betula) и ольха (Alnus), а остальные роды выделяли в семейство Лещиновые (Corylaceae), однако по результатам последних исследований они были объединены.
Наиболее близкое родство — с семейством Казуариновые.
Происхождение берёзовых относится к концу мелового периода (около 70 миллионов лет назад) и приурочено к Центральной части Китая. Этот район в то время, по всей видимости, имел средиземноморский тип климата, благодаря близости древнего моря Тетис, который покрывал часть территории современного Тибета и северо-западной части Китая. Данный факт подтверждается тем, что все шесть родов и 52 вида семейства являются естественными для этого района, многие из них являются эндемиками. Считается, что все шесть современных родов приобрели свои настоящие черты в полном объёме в олигоцене. Найдены органические остатки всех родов семейства (за исключением остриопсиса) датированные, по крайней мере, в 20 миллионов лет.

## Ботаническое описание
Однодомные ветроопыляемые листопадные орехоплодные деревья и кустарники.
Листья простые очерёдные, обычно с черешками, яйцевидные или овальные, зубчатые, с быстро опадающими прилистниками.
Соцветие — тирс серёжковидный. Мужские соцветия длинные, цилиндрические. Женские соцветия короче. Цветки мелкие, правильные или неправильные, часто без околоцветника. Тычинок 1—12. Завязь верхняя, с двумя рыльцами, чаще с двумя семяпочками.
Формула цветка: {\displaystyle \ast P_{6-8}\;A_{6-12}\;G_{0}}; {\displaystyle \ast P_{6}\;A_{0}\;G_{({\underline {3}})}}.
Плод — семянка, крылатка, орех или орешек.

## Распространение
Представители семейства в основном распространены в умеренной и холодной зоне Северного полушария, хотя отдельные виды встречаются и в Южном полушарии, в Андах и Южной Америке.

## Значение и применение
Огромное хозяйственное значение имеет древесина берёзы и граба, а также плоды лещины.
Многие представители семейства — декоративные, лекарственные растения.

## Кормовая ценность
В корм используются в основном листья и тонкие побеги текущего года. Химические анализы показали, что листья берёзовых в среднем содержат мало клетчатки (17,2 %), немного золы (5,1 %), много жира (6,5 %), протеина (15,4 %), безазотистых экстрактивных веществ (55,8 %). Особенно благоприятно сочетание химических веществ в ольхе, однако ее листья и веточки из-за большого содержания горьких веществ и дубильных веществ поедаются животными значительно хуже других берёзовых.
| Название рода      | Число анализов | % от абсолютно сухого вещества | % от абсолютно сухого вещества | % от абсолютно сухого вещества | % от абсолютно сухого вещества | % от абсолютно сухого вещества |
| Название рода      | Число анализов | Золы                           | Протеина                       | Жира                           | Клетчатки                      | БЭВ                            |
| ------------------ | -------------- | ------------------------------ | ------------------------------ | ------------------------------ | ------------------------------ | ------------------------------ |
| Берёза             | 36             | 4,6                            | 13,6                           | 7,2                            | 17,6                           | 57,0                           |
| Ольха              | 12             | 5,5                            | 21,3                           | 6,5                            | 16,1                           | 50,6                           |
| Лещина             | 6              | 7,3                            | 14,9                           | 3,1                            | 16,5                           | 58,2                           |
| Граб               | 1              | 5,9                            | 10,0                           | 3,3                            | 17,7                           | 63,1                           |
| Всего по берёзовым | 55             | 5,1                            | 15,4                           | 6,5                            | 17,2                           | 55,8                           |

## Классификация

### Таксономическое положение
- Betulaceae Gray, 1822, Nat. Arr. Brit. Pl. 2: 222, 243

Семейство Берёзовые включается в порядок Букоцветные (Fagales), который относится к кладе Фабиды, последовательно входящей в более крупные клады Розиды -> Суперрозиды -> Эвдикоты -> Цветковые растения. Кладограмма в соответствии с Системой APG IV по состоянию на декабрь 2023 года:
|  |                          |  |                                   |                     |           |  | еще 6 семейств |         |  |           |
|  |                          |  |                                   |                     |           |  |                |         |  |           |
|  |                          |  |                                   | порядок Букоцветные |           |  |                |         |  |           |
|  |                          |  |                                   |                     |           |  |                |         |  | 210 видов |
|  | клада Цветковые растения |  |                                   |                     | Берёзовые |  |                | 6 родов |  |           |
|  | клада Цветковые растения |  |                                   |                     |           |  |                | 6 родов |  |           |
|  |                          |  | ещё 63 порядка цветковых растений |                     |           |  |                |         |  |           |
|  |                          |  |                                   |                     |           |  |                |         |  |           |

### Роды
В состав семейства включается 6 родов:
- Alnus Mill. — Ольха
- Betula — Берёза
- Carpinus — Граб
- Corylus — Лещина
- Ostrya — Хмелеграб
- Ostryopsis — Остриопсис

В некоторых классификациях ранее выделялся как самостоятельный род Duschekia Opiz — Душекия, который сейчас включается в род Ольха.